# اسکس (کنتیکت)
اسکس (به انگلیسی: Essex) یک منطقهٔ مسکونی در ایالات متحده آمریکا است که در کنتیکت واقع شده‌است. اسکس ۳۰٫۶ کیلومتر مربع مساحت و ۶،۶۸۳ نفر جمعیت دارد و ۱۹ متر بالاتر از سطح دریا واقع شده‌است.